# Тупик (тип улицы)
Тупи́к —  тип улицы, не имеющей сквозного проезда; закрытая от сквозного проезда дорога. По Далю, недоу́лок, «глухой заулок, мешок, непроходная улка».
Как правило, в конце тупика находится дом, в который упирается дорога, или разворотная площадка для автомобилей (общественного и другого транспорта).

## История и современность
В настоящее время, после реконструкции городов, существуют и исключения — тупики со сквозным проездом, например Шведский тупик в Москве. До 1973 года эта улица упиралась в дом московского обер-полицмейстера и была «тупиком» в полном смысле данного слова. После постройки на его месте в 1973 году нового здания МХАТа тупик получил выход на Тверской бульвар и превратился по сути в переулок или проезд, но название «тупик» осталось. Это не единственный пример, другой — Сретенский тупик в Москве, который в настоящее время тупиком не является.
В иных языках слово «тупик» — англ. dead end, no exit, брит. close, no through road, фр. cul-de-sac.
В немецком языке для обозначения тупика используется понятие «Sackgasse» (буквально — «Улица-мешок»), поскольку такая улица, подобно мешку, имеет только один вход. В немецком Средневековье тупик обозначался также как Kehrwiedergasse («улица с разворотом»). Вокруг неё развивались так называемые «деревни-тупики» — как специальная форма сельского поселения, производная от рундлингов.
В англосаксонском мире для обозначения тупика применяется по большей части заимствованное из французского языка слово «cul-de-sac». Вместе с тем, это слово обозначает также вид пригородного поселения.
В железнодорожном деле тупики применяются, например, для предотвращения выхода поезда, потерявшего управление, на пути, занимаемые другим подвижным составом. Особым типом железнодорожных вокзалов являются вокзалы, в которых пути заканчиваются тупиками (Тупиковый вокзал).

## Особенности
Тупик как тип улицы обладает как преимуществами, так и недостатками. Он служит, в первую очередь, «успокоению трафика», поскольку эффективно исключает сквозное движение через жилую застройку. В коротких тупиках преимуществом является также то, что малое количество жителей в них создает лишь небольшое автомобильное движение.
Недостатком является потребность в дополнительных земельных участках, если в конце тупика строится разворотное кольцо, что часто делается, чтобы обеспечить проезд для мусоровозов и пожарных машин. Проблемой является также то, что владения, выезд из которых осуществляется в тупик, в случае перекрытия движения в нём оказываются отрезаны от остальной улично-дорожной сети. Тупик, не позволяя сквозного движения автотранспорта, увеличивает автомобильную нагрузку на окружающие его основные улицы, удлиняет пути объезда. Из-за этого при строительстве тупиков часто предусматривают возможность сквозного перемещения по меньшей мере для пешеходов и велосипедистов, как участников движения, более чувствительных к необходимости обходить (объезжать) препятствия.

## Описание
Чтобы указать участнику дорожного движения, что он находится в тупике, правила дорожного движения различных государств предусматривают соответствующие дорожные знаки. Если в тупике не предусмотрена возможность для разворота определенного вида транспорта (например, грузовиков), это может быть указано на дополнительном дорожном знаке. Также на знаке может быть предусмотрено указание, что тупик позволяет сквозное движение пешеходов и (или) велосипедистов.